# Gredzinskiya lipcowa
Gredzinskiya lipcowa är en insektsart som beskrevs av Irena Dworakowska 1972. Gredzinskiya lipcowa ingår i släktet Gredzinskiya och familjen dvärgstritar.
Artens utbredningsområde är Vietnam. Inga underarter finns listade i Catalogue of Life.